# The Lucy-Desi Comedy Hour

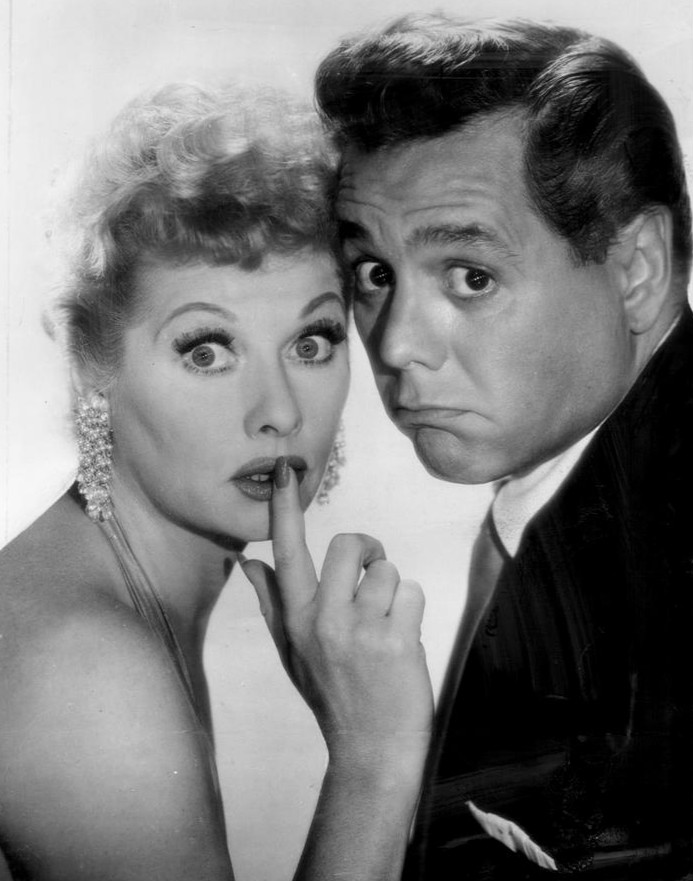
Lucille Ball e Desi Arnaz in una foto pubblicitaria della serie.

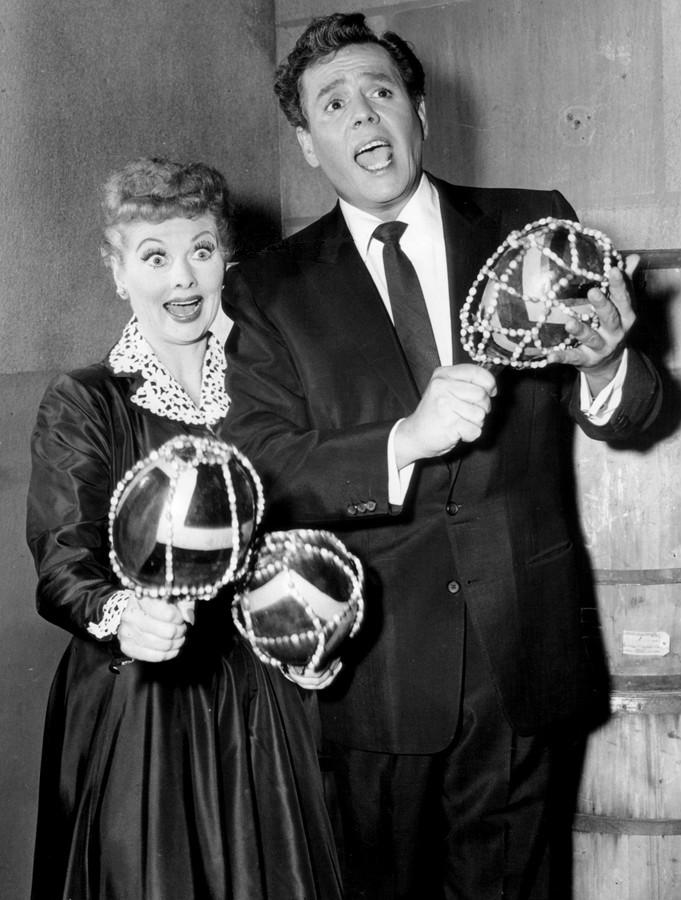
Lucille Ball e Desi Arnaz in una scena dal primo episodio Lucy Takes a Cruise to Havana (in italiano Ora, una crociera a... L'Avana).

The Lucy-Desi Comedy Hour è una serie televisiva statunitense in 13 episodi trasmessi per la prima volta nel corso di 3 stagioni dal 1957 al 1960.
È una sitcom con protagonisti Lucille Ball e Desi Arnaz che interpretano Lucy e Ricky Ricardo, marito e moglie che vivono a Westport, nel Connecticut, con il loro figlio Ricky Jr (l'attore bambino Richard Keith) ma che girano spesso per il mondo incontrando varie celebrità perché Ricky è un musicista. I personaggi, gli attori e le situazioni sono gli stessi della popolarissima serie televisiva Lucy ed io (I Love Lucy), soltanto la durata degli episodi è diversa. Si tratta in pratica di una raccolta di 13 episodi speciali di un'ora ciascuno in origine integrati in Westinghouse Desilu Playhouse. La serie terminò nel 1960 quando la Ball e Arnaz divorziarono.

## Personaggi e interpreti
- Lucy Ricardo (13 episodi, 1957-1960), interpretata da Lucille Ball, doppiata da Federica De Bortoli.
- Ricky Ricardo (13 episodi, 1957-1960), interpretato da Desi Arnaz, doppiato da Mauro Mantegazza.
- Ethel Mertz (13 episodi, 1957-1960), interpretata da Vivian Vance, doppiata da Francesca Fiorentini.
- Fred Mertz (13 episodi, 1957-1960), interpretato da William Frawley, doppiato da Renato Novara.
- Little Ricky Ricardo (11 episodi, 1957-1960), interpretato da Richard Keith, doppiato da Gabriele Patriarca.
- Cameraman (4 episodi, 1957-1960), interpretato da Louis Nicoletti.
- Chauffeur (3 episodi, 1958-1960), interpretato da Norman Leavitt.
- Ida Thompson (2 episodi, 1957-1959), interpretata da Elvia Allman.

La serie è caratterizzata dalla presenza di numerose guest star, tra cui: Ann Sothern; Rudy Vallee; Tallulah Bankhead; Fred MacMurray e June Haver; Betty Grable e Harry James; Fernando Lamas; Maurice Chevalier; Danny Thomas e i co-protagonisti di Make Room for Daddy; Red Skelton; Paul Douglas; Ida Lupino e Howard Duff; Milton Berle; Robert Cummings; e, nell'episodio finale, Lucy Meets the Moustache, Ernie Kovacs e Edie Adams.

## Produzione
La serie fu prodotta da Desilu Productions (Paramount) e girata nei Desilu Studios a Culver City e nei Ren-Mar Studios a Hollywood in California. Le musiche furono composte da Wilbur Hatch.

### Registi
Tra i registi sono accreditati:
- Jerry Thorpe in 10 episodi (1957-1959)
- Desi Arnaz in 3 episodi (1959-1960)

### Sceneggiatori
Tra gli sceneggiatori sono accreditati:
- Bob Schiller in 13 episodi (1957-1960)
- Bob Weiskopf in 13 episodi (1957-1960)
- Bob Carroll Jr. in 5 episodi (1957-1958)
- Madelyn Davis in 5 episodi (1957-1958)

## Distribuzione
La serie fu trasmessa negli Stati Uniti dal 6 novembre 1957 al 1º aprile 1960 sulla rete televisiva CBS. Fu distribuita anche in syndication con il titolo The Lucille Ball-Desi Arnaz Show.
È stata distribuita anche nei Paesi Bassi e in Venezuela con il titolo El show de Lucy y Desi., mentre in Italia con il titolo originale.

## Episodi
| Stagione         | Episodi | Prima TV USA | Prima TV Italia |
| ---------------- | ------- | ------------ | --------------- |
| Prima stagione   | 5       | 1957-1958    | 2017            |
| Seconda stagione | 5       | 1958-1959    | 2017            |
| Terza stagione   | 3       | 1959         | 2017            |